# Monteiasi
Monteiasi – miejscowość i gmina we Włoszech, w regionie Apulia, w prowincji Tarent.
Według danych na rok 2004 gminę zamieszkiwało 5196 osób, 577,3 os./km².